# نجمه خاتون
نجمه خاتون، ملقب به سها همسر موسی کاظم، امام هفتم شیعیان و مادر علی بن موسی الرضا، امام هشتم شیعیان و فاطمه معصومه بوده است.

## اصالت اسپانیایی یا فرانسوی
نجمه خاتون اصالتاً اهل مورسیا (به عربی: مرسیه) اندلس در اسپانیا بوده است.  مشهور است که حَمیده، مادر موسی کاظم، در بازار برده‌فروشان مدینه، نجمه را خریده و آزاد کرده و به خانه می‌آورد و پیشنهاد می‌کند او به عقد موسی الکاظم درآید.
بعضی وی را اهل شهر مارسی در جنوب فرانسه می‌دانند و به همین دلیل وی (خَیزُران مَرسِیه) شناخته می‌شد.

## نام‌ها و کنیه
نخستین نام وی تُکتُم (نام دیگر آب زمزم) بود سپس نجمه، اَرْوی، سُکَن، ام‌البنین، خَیْزُران، سُها و مرسیه نیز نامیده شده‌است و پس از تولد علی بن موسی الرضا ملقب به طاهره شد. همچنین کنیه‌اش ام‌البنین است.

## فرزندان
نجمه خاتون، مادر علی بن موسی الرضا، فاطمه معصومه، فضل بن موسی، سید جلال‌الدین اشرف، حمیده خاتون و سید جعفر است.

## ازدواج با موسی کاظم
نجمه خاتون در تحت آموزش و تربیت حمیده، مادر موسی کاظم قرار داشت و بعد با فرزندش موسی بن جعفر ازدواج کرد. به روایت شیعه، حمیده به واسطه خوابی که دیده بود، وی را به همسری موسی کاظم برگزید. وی در تشیع به عنوانی زنی با ایمان و دانشمند شناخته می‌شود.

## درگذشت و مزار
وی در مدینه درگذشت؛ مشهور است که قبر وی همراه قبر حمیده خاتون در مَشْرَبه ام ابراهیم باشد. مقبره مشربه اکنون با یک دیوار سیمانی محاصره شده و بارها به دست وهابی‌ها تخریب شده‌است و هیچ اثری از مدفونین در آنجا از شخصیت‌های بزرگ اسلامی دیده نمی‌شود. در منابع اسلامی شیعه، زیارت و نماز خواندن در مسجد و مشربه ام ابراهیم بسیار تأکید شده‌است و همواره مورد توجه شیعیان قرار داشته‌است.

## کتاب زندگینامه
مصباح موسوی از روحانیان مشهدی کتابی با نام بانوی اندلس درباره زندگی نجمه خاتون نگاشته است که در بهار ۱۴۰۰ ش منتشر شده است.